# Удрай (озеро, Первомайская волость Новосокольнического района)
Удрай или Удрай Малый — озеро в Первомайской волости Новосокольнического района Псковской области.
Площадь — 1,5 км² (147,8 га). Максимальная глубина — 6,6 м, средняя глубина — 3,1 м.
Вблизи озера расположены деревни: Золотово, Житово, Олохово.
Проточное. Относится к бассейну рек-притоков: Малый Удрай (в верховье — Удрайка), Выдега, Большой Удрай (Удрай), Насва, Ловать.
Тип озера плотвично-окуневый с лещом. Массовые виды рыб: щука, плотва, окунь, ерш, лещ, караси золотой и серебряный, карп, красноперка, густера, верховка, линь, вьюн.
Для озера характерны: в литорали — песок, глина, камни, заиленный песок, ил, в центре — ил, заиленный песок, песчано-каменистые нальи, на берегу — леса, луга, болото; есть сплавины.